# جان پال استیونز
جان پاول استیونز (به انگلیسی: John Paul Stevens) (متولد ۲۰ آوریل ۱۹۲۰ – درگذشته ۱۶ ژوئیه ۲۰۱۹) دادستان ارشد دادگاه عالی آمریکا بود. او در سال ۱۹۷۵ به دادگاه عالی پیوست و توسط رئیس جمهور جمهوریخواه جرالد فورد به این سمت انتخاب شد. استیونز عموماً به عنوان سمت لیبرال دادگاه شناخته می‌شد. او تنها دادستانی بود که با سه دادستان کل و هفت رئیس‌جمهور کار کرده‌است.